# Palais du Khan de Karabakh
Le Palais du Khan du Karabakh (en azéri: Qarabağ xan sarayı) est un bâtiment historique situé dans le centre historique de la ville de Choucha, résidence du fondateur du Khanat, Panahali Khan. 

## Palais familiaux
Le palais de son fils Ibrahim Khalil Khan est construit à la même période pour sa famille et ses nobles près du palais de Panahali Khan. Le palais du fils aîné d'Ibrahim Khalil Khan, Muhammad Hasan Agha, est édifié sur un rocher escarpé au sud-est du plateau de Choucha. En plus de ces palais, il y a aussi le palais de Natavan, fille du Khan et le palais de Karaböyuk Khanim, appartenant aux membres de la famille du Khan à Choucha. Bien que le nom de palais du Khan du Karabakh soit attribué à chacun de ces palais dans diverses sources, la principale résidence politique des Khans du Karabakh est le palais de Panahali Khan. 

## Fondation
Les châteaux dans lesquels se trouve le palais du khan sont typiques des villes fortifiées de la période féodale de l'Azerbaïdjan. Ces châteaux, qui étaient les capitales des khanats, qui étaient de petits états féodaux qui ont commencé à se former au début du XVIIIe siècle, étaient dominants en termes d'architecture et d'aménagement des villes nouvelles. Le complexe du palais et d'autres bâtiments annexes étaient situés pour assurer le résidence, sécurité et activités du souverain et de sa famille.
Habituellement, la construction des villes féodales commençait avec la construction du château du souverain. Comme la zone où se trouve la forteresse de Choucha a une caractéristique stratégique unique, la construction des châteaux à l'intérieur, y compris le château de Panahali Khan, a commencé en même temps. Pratiquement, il suffisait de fortifier uniquement le nord du plateau de Choucha avec des murs de la forteresse pour la sécurité.
Seuls deux des châteaux construits dans la forteresse de Choucha sont parvenus à notre époque en bon état, l'un d'eux est le château de Garaböyük khanim, situé sur le côté sud-est de la forteresse, et l'autre est le château de Panahali Khan, qui se dresse au bord du rocher à côté du ravin profond.

## Caractéristiques architecturales
Tous les châteaux de Choucha avaient une configuration similaire : de plan rectangulaire, avec des tours défensives placées aux quatre coins. Adjacent à ces murs de l'intérieur, des bâtiments de type palais sont construits pour la résidence de ceux qui servent les résidents du château. Les caractéristiques architecturales du château de Chahbulag ont influencé la solution de l'espace-volume et la formation du plan des châteaux de Choucha.